# Cooper River
Pour les articles homonymes, voir Cooper.
Ne doit pas être confondu avec Coper ou Copper.
Cooper River est un fleuve à marées de l'État américain de Caroline du Sud, qui a son embouchure à Charleston Harbor sur l'Océan Atlantique. 

## Géographie
Les villes de Mount Pleasant, Charleston, North Charleston, Goose Creek, Moncks Corner et Hanahan sont situés le long de la rivière. Court et large, d'environ 40 km de longueur, il est rejoint d'abord par les eaux noires de l'East Branch, puis plus loin en aval, par Wando River. Presque immédiatement après, la rivière s'élargit dans son estuaire, s'unissant à Ashley River pour former le port de Charleston.

## Aménagements avec le Santee
Longtemps utilisée comme voie navigable commerciale importante, l'West Branch de Cooper River était initialement reliée au fleuve Santee près de sa tête aval de navigation par un canal construit à la fin du 18e siècle. Bien que cette branche ouest subsiste toujours comme un marais d'eau noire au centre du comté de Berkeley, ses principales ramifications ont été détournées de façon transparente vers le lac Moultrie dans les années 1940. Le lac Moultrie est, par ailleurs, alimenté par le lac Marion par un canal de dérivation construit autour de la même période. Ce réacheminement artificiel du bassin de la rivière Cooper a essentiellement unifié les systèmes des rivières Santee et Cooper en une seule entité de drainage hydrologique.

## Origine du nom
La rivière a été nommée en l'honneur d'Anthony Ashley Cooper, 1er comte de Shaftesbury et l'un des Lords Propriétaires de la colonie de Caroline. Charleston a été fondée sur la rive ouest de la rivière Ashley en 1670 (sur le site de Charles Towne Landing), avant d'être déplacé vers sa position péninsulaire actuelle dix ans plus tard.

## Infrastructure
La traversée de la rivière Cooper se fit par la navigation pendant environ huit décennies, jusqu'à ce que le pont John P. Grace soit construit en 1929. Comme le pont Grace est rapidement devenu à la fois fonctionnellement et structurellement déficient, l'État de Caroline du Sud a construit une travée parallèle, le pont Silas N. Pearman, à quelques mètres au sud en 1966. Ces travées fortement surmenées ont été, pendant plus d'un quart de siècle, la seule connexion entre Charleston et la banlieue en croissance rapide de Mount Pleasant. Le pont Don Holt, construit à quelques kilomètres en amont dans le couloir de l'I-526, permit d'alléger le trafic par un troisième pont à traverser la rivière en 1992.
En service depuis le 8 août 1929, le Grace Memorial Bridge était le plus ancien des trois. Nommé en l'honneur du commissaire qui a inspiré le réseau routier de l'État, le pont Pearman avait été inauguré le 29 avril 1966. Leurs remplacements par le pont à haubans Arthur Ravenel (ou pont New Cooper River), s'avéraient nécessaire le 16 juillet 2005. La démolition des ponts Grace et Pearman a commencé peu après et s'est achevée fin 2007. Il ne reste donc plus que deux ponts modernes pour transporter la circulation automobile: les ponts Holt et Ravenel.
Les terminaux de fret, une papeterie et l'ancienne base navale de Charleston bordent le rivage. Le riz et l'indigo étaient fortement cultivés dans les plantations entourant les marais saumâtres de la partie inférieure de la rivière Cooper depuis le début de la période coloniale jusqu'à la fin de la guerre civile. Le musée naval et maritime de Patriot's Point se trouve à l'embouchure de la rivière. Au port de Patriot's Point se trouvent quatre navires-musée, notamment l'USS Yorktown, porte-avions de la Seconde Guerre mondiale.
Goose Creek un affluent de la Cooper River était le site d'une base de sous-marins de la marine américaine jusqu'à la fin des années 1990 et fonctionnait comme une installation de manutention d'armes nucléaires servant les FBM (Fleet Ballistic Submarines) jusqu'à l'avènement de plus grands missiles balistiques ce qui a obligeait le sous-marin de la classe Ohio à exiger un tirant d'eau plus profond.